# Jan Gozdawa-Gołębiowski
Jan Kazimierz Gozdawa-Gołębiowski (ur. 29 czerwca 1925 w Nowej Wilejce, zm. 16 stycznia 2013 w Warszawie) – polski historyk, doktor nauk humanistycznych, żołnierz Armii Krajowej, powstaniec warszawski.

## Życiorys
Syn Władysława i Elżbiety. Był żołnierzem Okręgu Warszawskiego Związku Walki Zbrojnej – Armii Krajowej od września 1941. W lipcu 1944 przez krótki czas był więziony na Pawiaku. Bezpośrednio przed wybuchem powstania warszawskiego miał przydział do kompanii „Koszta”, w której to walczył również w czasie powstania. Po upadku powstania został uwięziony w stalagu 318, a następnie w obozie w Dolnej Bawarii, gdzie doczekał wyzwolenia przez armię amerykańską w kwietniu 1945.
Po wojnie uzyskał stopień doktora nauk humanistycznych. W 1990 znalazł się wśród współzałożycieli Światowego Związku Żołnierzy Armii Krajowej. W latach 1991–1992 był dyrektorem Zespołu Weryfikacji do Spraw Pozbawiania Uprawnień w Urzędzie do Spraw Kombatantów i Osób Represjonowanych, w zaś latach 1991–1994 pełnił funkcję doradcy kierownika Urzędu. W wyborach parlamentarnych w 1993 bez powodzenia kandydował do Sejmu z listy Koalicji dla Rzeczypospolitej w okręgu podwarszawskim, a w 1997 bez powodzenia ubiegał się o mandat posła na Sejm w okręgu warszawskim z listy Ruchu Odbudowy Polski.

## Publikacje
- Pierwsza wojna światowa na morzu (1973)
- Od wojny krymskiej do bałkańskiej. Działania flot wojennych na morzach i oceanach w latach 1853–1914 (1985)
- Kedyw „Białowieży” (1990)
- Obszar Warszawski Armii Krajowej. Studium wojskowe (1992)[3]

## Odznaczenia
- Krzyż Komandorski Orderu Odrodzenia Polski (2009)[4]
- Krzyż Oficerski Orderu Odrodzenia Polski (2006)[5]
- Krzyż Srebrny Orderu Virtuti Militari
- Krzyż Walecznych (trzykrotnie)
- Srebrny Krzyż Zasługi z Mieczami
- Medal Wojska
- Medal Wojny 1939–1945 (brytyjski)